# Siège de Seringapatam (1799)
Guerres du Mysore
Le siège de Seringapatam (5 avril - 4 mai 1799) est la confrontation finale de la Quatrième Guerre de Mysore entre la Compagnie britannique des Indes orientales et le royaume de Mysore. Les Britanniques, avec leur allié le Nizam d'Hyderabad, obtiennent une victoire décisive après avoir franchi les murs de la forteresse à Seringapatam et pris la citadelle. Tipu Sultan, souverain de Mysore, a été tué durant le combat. Les Britanniques restaurent la dynastie Wodeyar sur le trône après la victoire, mais conservent un contrôle indirect du Royaume.

## Les forces adverses
La bataille se composait d'une série de rencontres autour de Seringapatam (la version anglicisée de Srirangapatnam) dans les mois d'avril et de mai 1799, entre les forces combinées de la Compagnie britannique de Indes orientales et de leurs alliés, comptant plus de 50 000 soldats en tout, et les soldats du royaume de Mysore, gouverné par Tipu Sultan. Les forces de Tipu ont été épuisées par la Troisième Guerre de Mysore et la perte consécutive de la moitié de son royaume, mais il reste encore probablement jusqu'à 30 000 soldats[réf. nécessaire]. Elles sont dotées de fusées de Mysore, arme pionnière pour l'époque.
La Quatrième Guerre de Mysore a pris fin avec la défaite et la mort de Tipu Sultan dans la bataille.

## Composition des troupes britanniques
Lorsque la Quatrième Guerre de Mysore éclate, les Britanniques assemblent deux grandes colonnes sous le commandement du général George Harris. La première se compose de plus de 26 000 soldats, dont 4 000 Européens, tandis que le reste est composé d'Indiens sepoys de la région. La deuxième colonne a été fournie par le Nizam d'Hyderabad, et se compose de dix bataillons et plus de 16 000 cavaliers. Ensemble, les alliés étaient plus de 50 000 soldats.
Les forces britanniques sont les suivantes :
- 19e régiment de dragons légers
- 25e régiment de dragons légers
- 12e régiment d'infanterie (East Suffolk)
- 33e régiment d'infanterie (1st Yorkshire West Riding)
- 73e régiment d'infanterie (Highland)
- 74e régiment d'infanterie (Highland)
- 75e régiment d'infanterie (Highland)
- 77e régiment d'infanterie
- Scotch Brigade (futur 94e régiment)
- Régiment de Meuron (mercenaires suisses employés par les Britanniques)

Les forces indiennes (sepoy) sont les suivantes, :
- 1st Madras Native Infantry
- 2nd Madras Native Infantry
- 1st Madras Native Cavalry
- 2nd Madras Native Cavalry
- 3rd Madras Native Cavalry
- 4th Madras Native Cavalry
- Madras Pioneers
- Madras Artillery
- 1st Bengal Native Infantry
- 2nd Bengal Native Infantry
- Bengal Artillery

## Siège

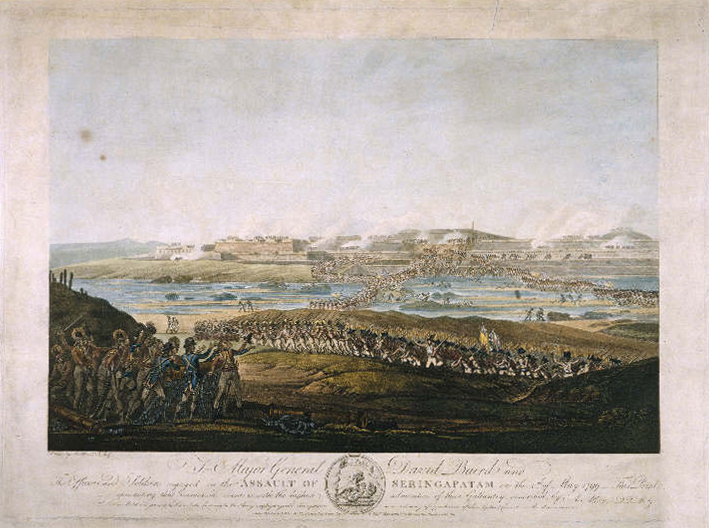
L'assaut de Seringapatam.

Seringapatam est assiégée par les forces britanniques le 5 avril 1799. La rivière Cauvery, qui coule alors autour de la ville de Seringapatam, est à son niveau le plus bas de l'année et peut être passée à gué par l'infanterie, à condition que l'assaut débute avant la mousson. Lorsque les lettres sont échangées avec Tipu, il semble qu'il soit en train de gagner du temps. Il a demandé que deux personnes lui soient envoyées pour les discussions, et a également déclaré qu'il était occupé par les expéditions de chasse. Le Premier ministre et général de Tipu Sultan, Mir Sadiq, est accusé d'avoir été acheté par les Britanniques.

## La brèche

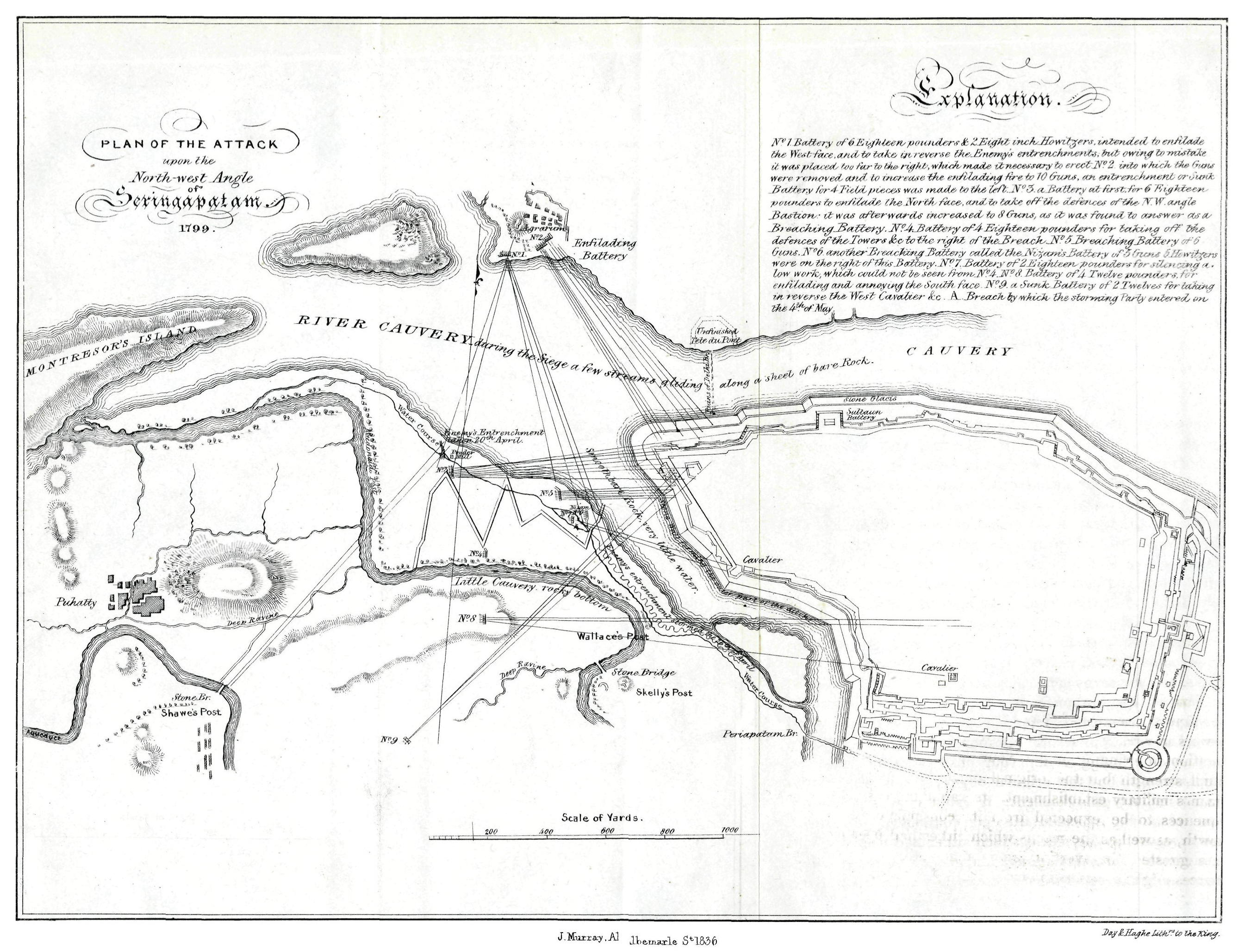
Plan de l'attaque sur l'angle nord-ouest de Seringapatam.

Le gouverneur général de l'Inde, Richard Wellesley, prévoit l'ouverture d'une brèche dans les murs de Seringapatam[réf. nécessaire]. L'emplacement de la brèche, comme l'a noté Beatson, l'auteur d'un compte-rendu de la Quatrième Guerre de Mysore, était « dans l'ouest de la courtine, un peu à droite du flanc nord-ouest du bastion. Cette partie de l'ancien rempart est apparue plus faible que le nouveau ». La défense mysoréenne réussit à empêcher l'établissement d'une batterie sur le côté nord de la rivière Cauvery, le 22 avril 1799. Cependant, le 1er mai, travaillant de nuit, les Britanniques avaient terminé leur batteries côté sud et les amènent sur le mur. Au lever du soleil, le 2 mai, les batteries du Nizam d'Hyderabad réussissent à ouvrir une brèche pratique dans le mur extérieur. En outre, les mines qui ont été posées sous la brèche ont été touchées par l'artillerie et explosent prématurément.
Le chef des troupes britanniques est le major général David Baird, un ennemi implacable de Tipu Sultan : vingt ans plus tôt, il avait été détenu en captivité pendant 44 mois. Les troupes d'assaut, y compris les hommes de la 73e et 74e régiments, grimpent jusqu'à la brèche et combattent leur chemin le long des remparts.

## L'assaut de Seringapatam

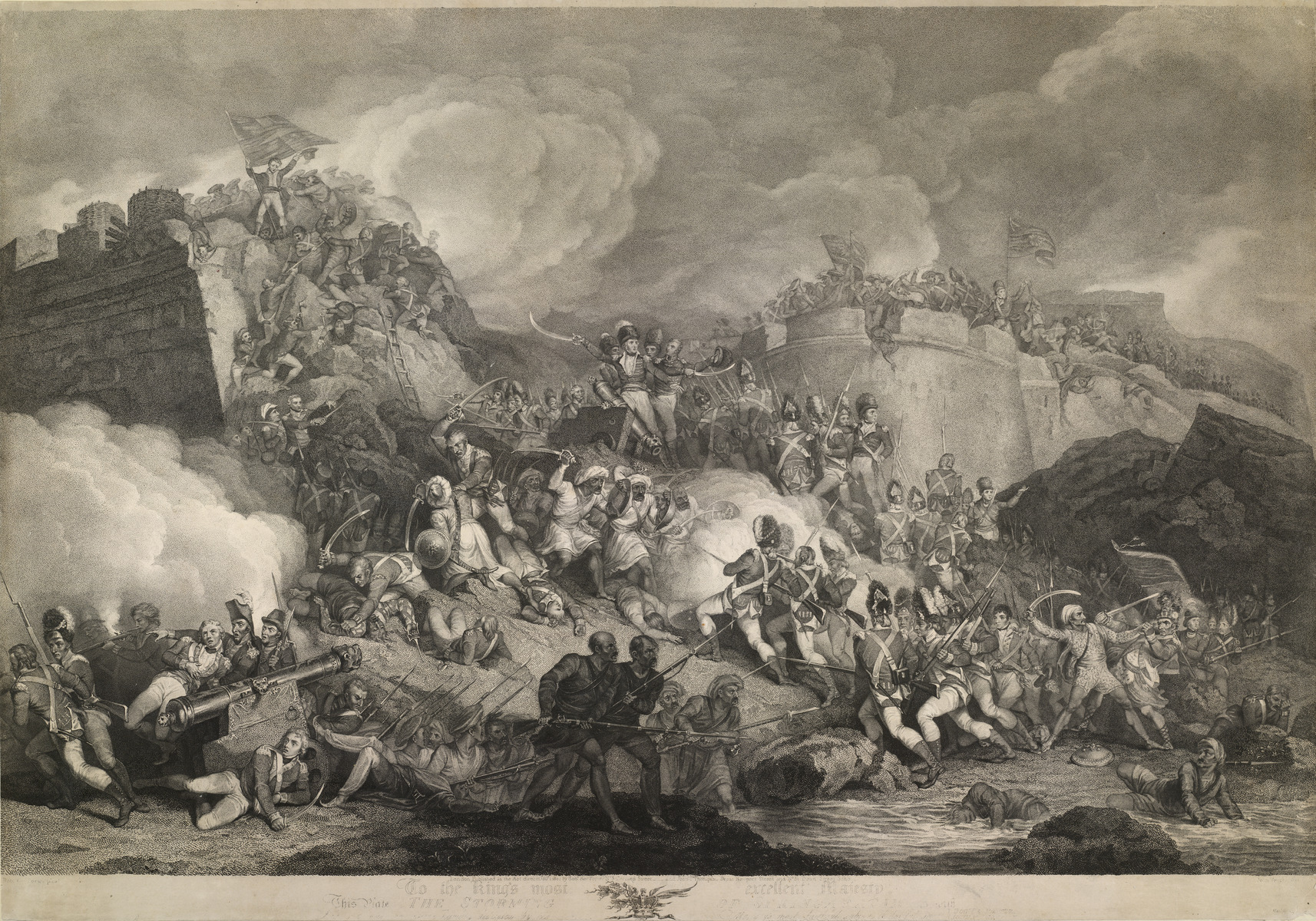
L'assaut de Seringapatam.

Le plan de l'assaut est de commencer à 13 h pour coïncider avec la partie la plus chaude de la journée où les défenseurs seraient tentés de prendre un rafraîchissement. Dirigées par deux troupes d'enfants perdus, les deux colonnes progresseraient sur les défenses autour de la brèche, puis tourneraient à droite et à gauche pour prendre le dessus sur les fortifications. Un tiers de la réserve de la colonne, commandée par Arthur Wellesley, se déploierait pour fournir un soutien en cas de besoin.
À 11 heures du matin, le 4 mai 1799, les troupes britanniques ont été informées du plan, du whisky et un biscuit sont donnés aux soldats européens, avant que le signal de l'attaque soit donné. Les enfants perdus, composé de soixante-six hommes, mènent la charge. Les colonnes, rapidement formées, reçoivent l'ordre de fixer des baïonnettes, et commencent à aller de l'avant. Les troupes d'assaut se précipitent à travers la rivière Cauvery, d'une profondeur d'environ 1,2 mètre, avec un tir de couverture des batteries britanniques, et en moins de 16 minutes elles escaladent les remparts et balaient les défenseurs rapidement. Les colonnes britanniques à la suite des enfants perdus tournent à droite et à gauche, balayant le long de l'intérieur des murs jusqu'à ce qu'elles atteignent le coin le plus éloigné de la ville.
Le tigre de Tipu, un automate maintenant dans le Victoria & Albert Museum, est saisi à Seringapatam.

## La mort de Tipu

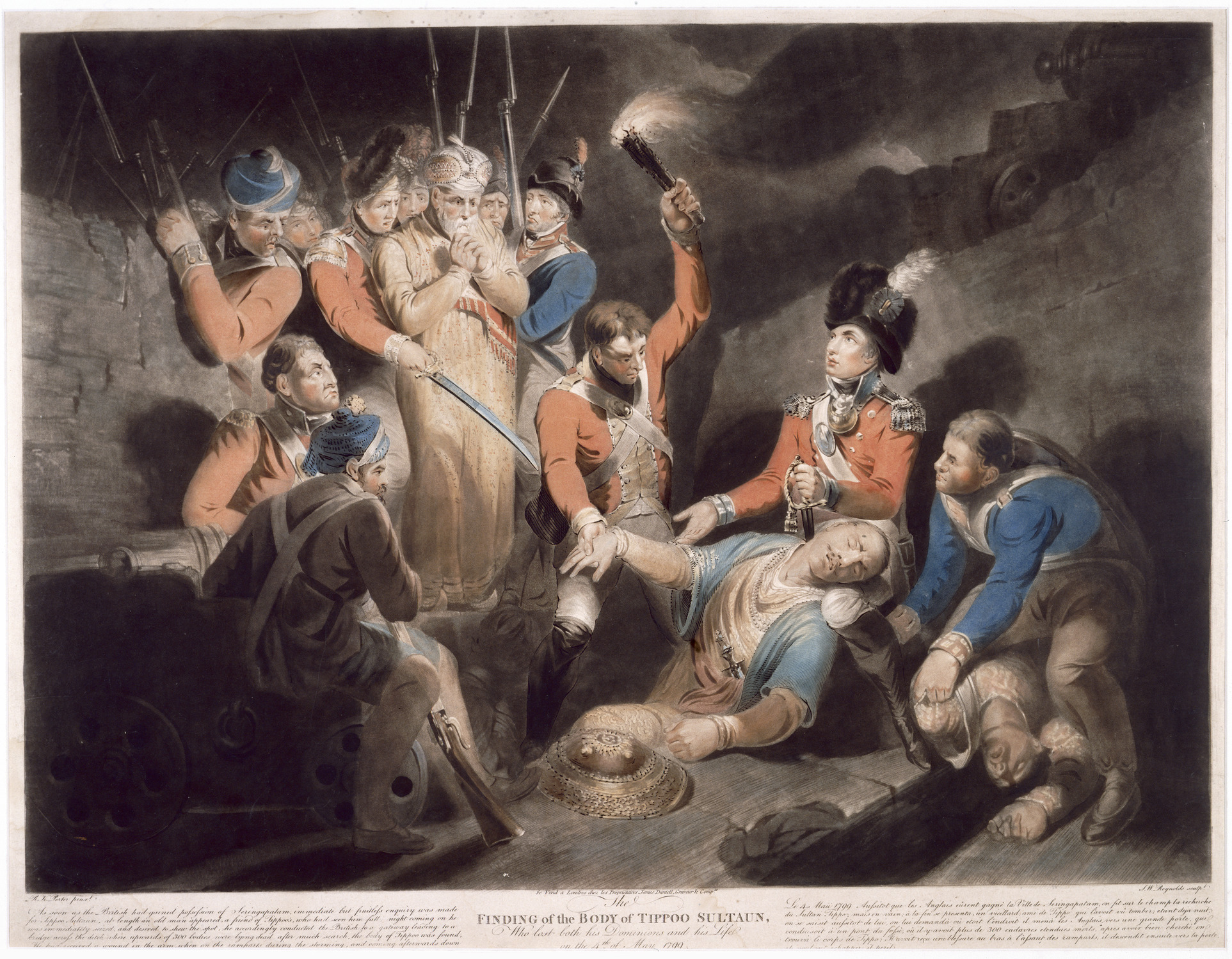
La découverte du corps de Tipu Sultan.

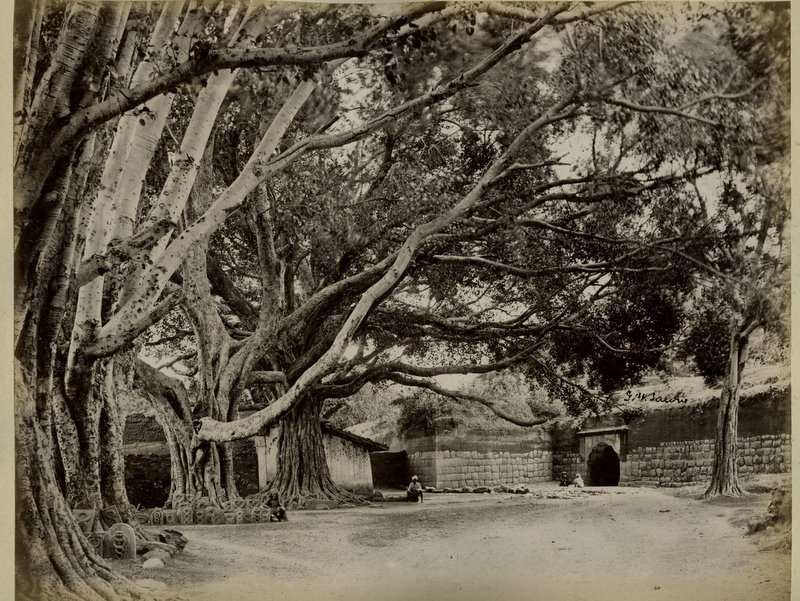
L'endroit où le Sultan est mort (photo prise dans les années 1880).

La colonne qui a encerclé le coin nord-ouest du rempart extérieur est immédiatement impliquée dans un combat sérieux avec un groupe de guerriers mysoréens sous les ordres d'un petit officier obèse qui défendent tous les traverses. L'officier a été observé à décharger des armes de chasse, chargées et passées à lui par des serviteurs, à l'anglaise. Après la chute de la ville, dans le rassemblement de la tombée de la nuit, certains des officiers britanniques cherchent le corps de Tipu Sultan. Il a été identifié comme le gros officier qui a tiré avec les armes de chasse sur les attaquants, et son corps a été retrouvé dans un coupe-gorge près de la porte d'Eau.
Benjamin Sydenham décrit le corps comme : « blessé un peu au-dessus de l'oreille droite, et la balle logée dans la joue gauche, il avait aussi trois blessures dans le corps, il était de taille d'environ 68 pouces (1,73 m) et pas très clair de peau, il était assez corpulent, avait un petit cou et le haut des épaules, mais ses poignets et ses chevilles étaient petits et délicats.
Il avait de grandes yeux pleins, avec de petits sourcils arqués et des très petites moustaches. Son apparence le démarque de la plèbe.
Et son visage exprime un mélange d'orgueil et de résolution. Il était vêtu d'une fine veste de lin blanche, un pantalon en chintz, un tissu pourpre autour de sa taille avec une ceinture en soie rouge et une pochette en travers de son corps et de la tête.
Il avait enfin son turban et il n'y avait pas d'armes de défense sur lui. »

## Représentations dans les arts

### La Littérature
La Pierre de lune, roman de Wilkie Collins, commence avec le pillage des joyaux retirés de Seringapatam, en 1799, du légendaire trésor de Tipu Sultan.
La bataille de Seringapatam est le principal conflit dans le roman Le Tigre de Sharpe de Bernard Cornwell.

### La Peinture

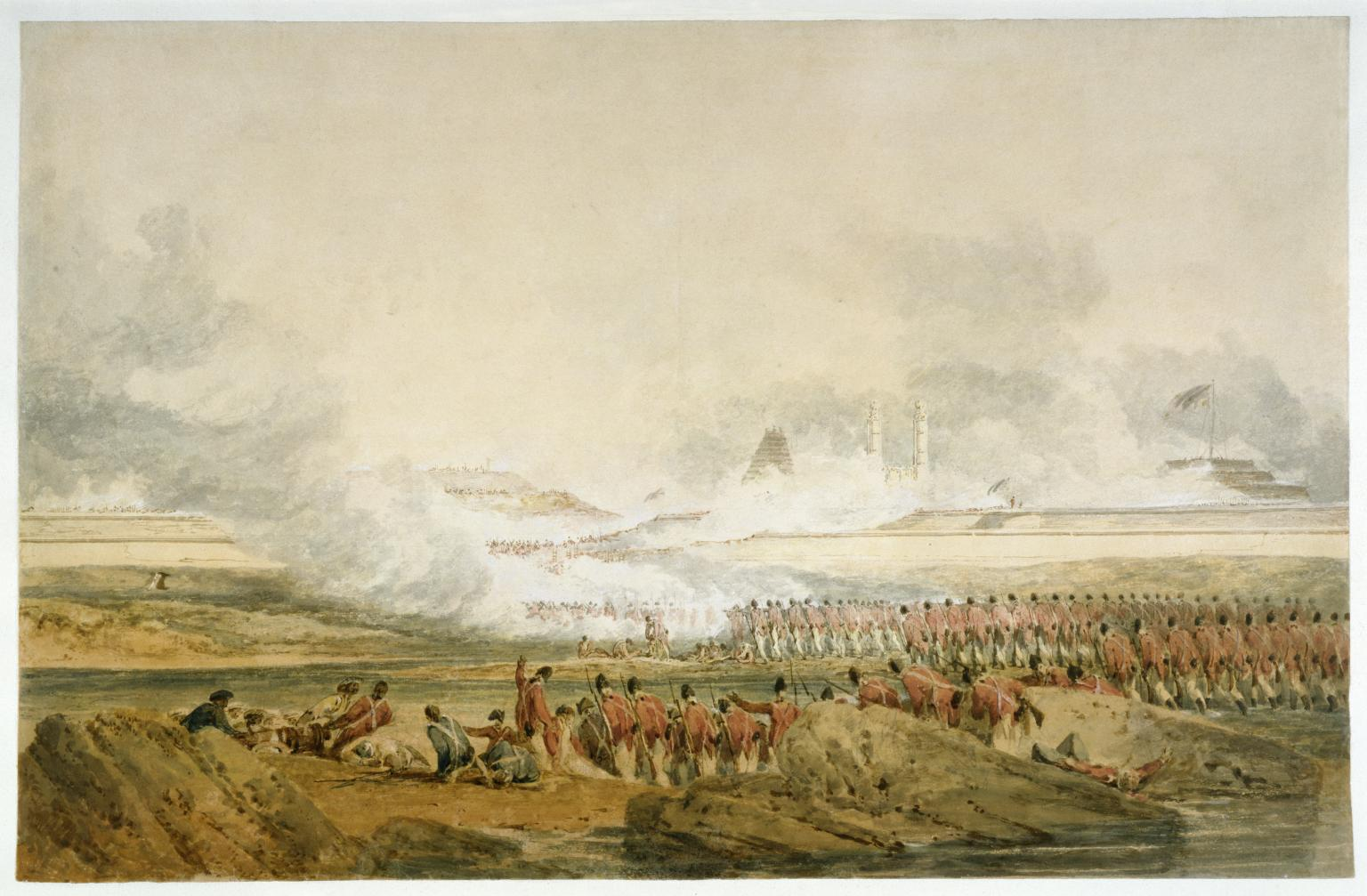
Le Siège de Seringapatam
William Turner, vers 1800
Tate Britain, Londres.

Une grande peinture à l’huile du siège a été réalisée par Robert Ker Porter (1777–1842), collègue de William Turner à la Royal Academy, conservé dans le palais d'été de Tipu à Seringapatam. Porter en a fait une série de gravures largement diffusées et de nombreux autres artistes ont relaté cette bataille.
Un groupe de trois aquarelles de Turner, apparemment basées sur des dessins d'un ou plusieurs témoins oculaires, montre La Résidence du Rajah de Mysore dans le fort de Seringapatam lors de son emprisonnement, Hoollay Deedy, ou nouveau port de Sally où le sultan Tipû Sâhib a été tué, et une Vue générale du siège avec les forces britanniques traversant la rivière Cauvery.

## Postérité

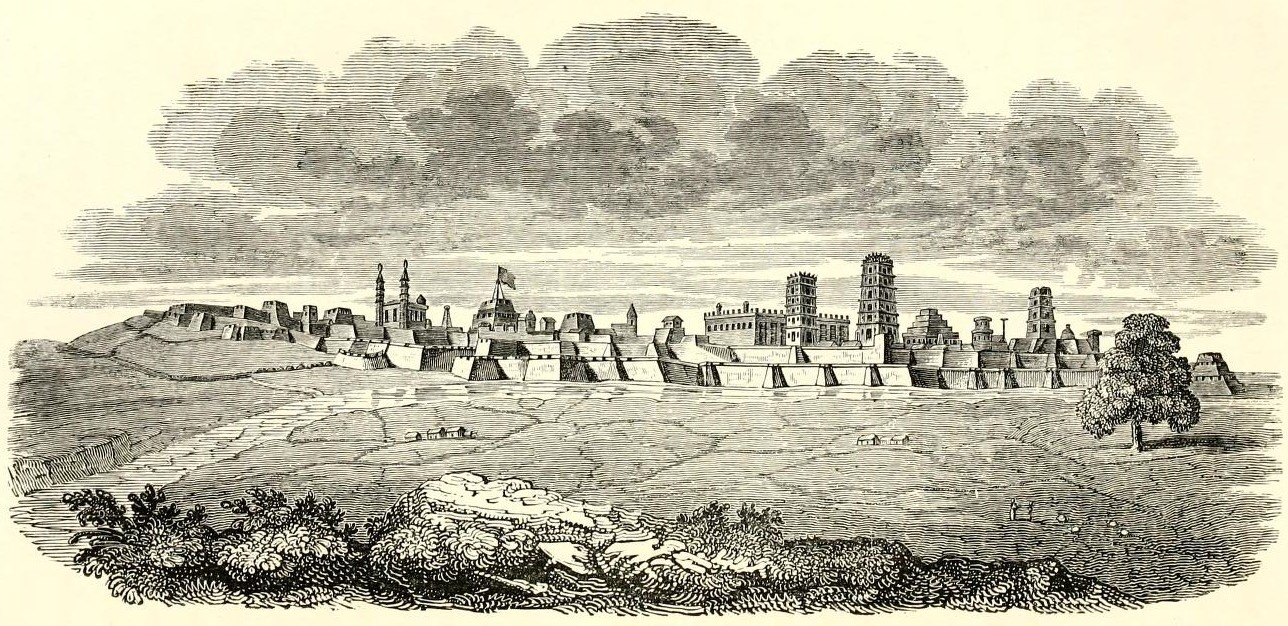
Seringapatam, dessinée par James Welsh, en 1803.

Deux canons, capturés par les Britanniques pendant la bataille, furent exposés au Collège militaire royal de Sandhurst, et se trouvent désormais devant le mess des officiers de l'Académie royale militaire de Sandhurst.
Une grande partie du site de la bataille est encore intacte, y compris les remparts, la porte des Eaux où le corps du sultan Tipu a été retrouvé, la zone où les prisonniers britanniques étaient gardés et le site du palais détruit.
Environ 80 hommes du « régiment de Meuron », tombés pendant le siège, et des membres de leur famille sont enterrés dans le cimetière de la garnison de Seringapatam.